# Stress es tres, tres
Stress es tres, tres és una pel·lícula espanyola dirigida per Carlos Saura, estrenada el 1968. Ha estat doblada al català.

## Argument
Teresa, Fernando i Antonio van amb cotxe de Madrid a Almeria. Fernando és un industrial que té èxit en les seves empreses, però creu que la seva dona Teresa és l'amant del seu millor amic, Antonio.

## Repartiment
- Geraldine Chaplin: Teresa
- Juan Luis Galiardo: Antonio
- Fernando Cebrián: Fernando
- Porfiria Sanchíz: Matilde
- Charo Soriano: la dona accidentada
- Humberto Sempere: Pablito
- Fernando Sánchez Polack: Juan

## Premis i nominacions
Nominacions
- 1968: Lleó d'Or